# Reintroducción del oso en los Pirineos

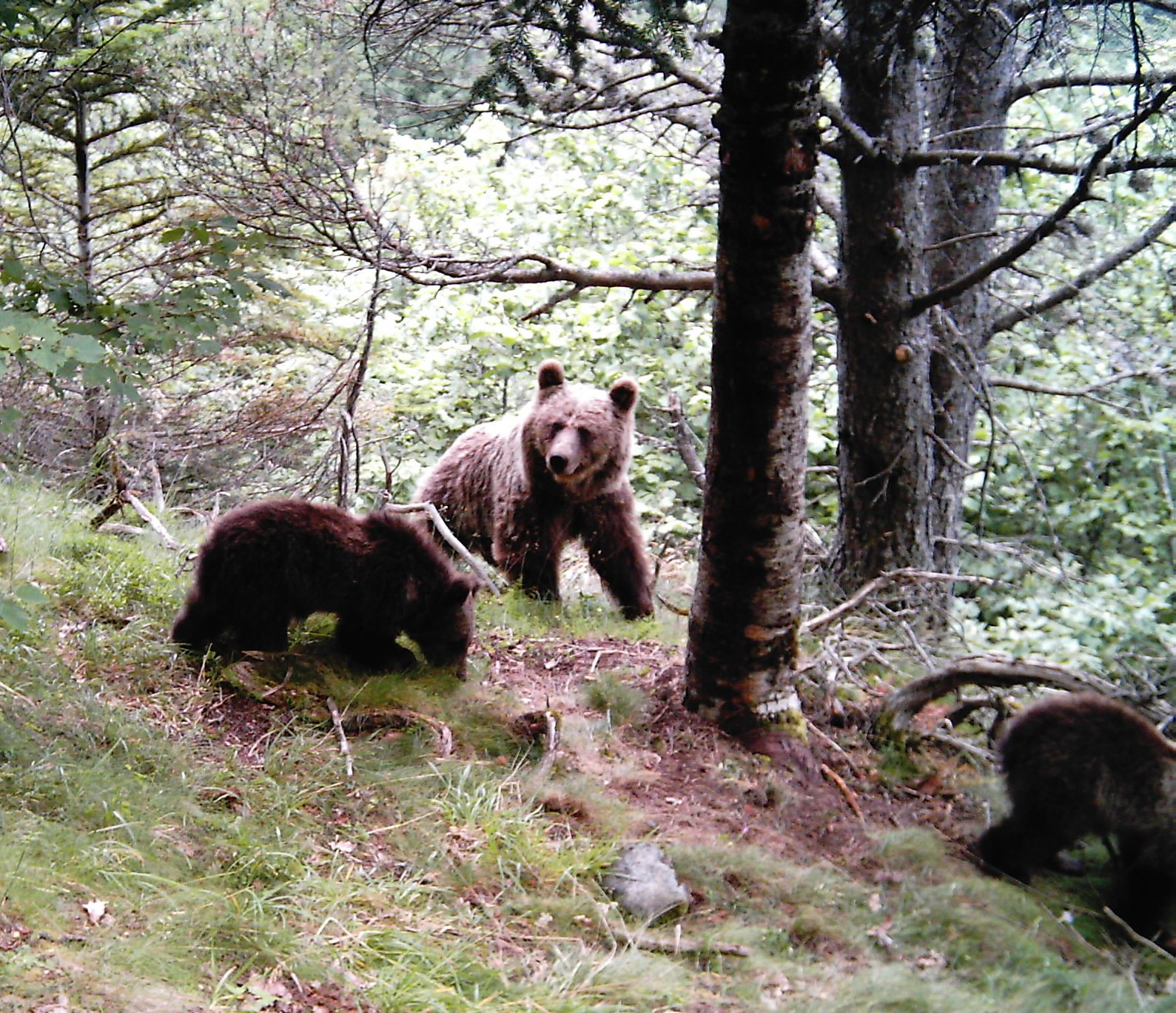
Una osa con dos cachorros en el parque natural del Alto Pirineo, fotografiados en 2010

Mapa topográfico y político de los Pirineos.

El oso pardo europeo (Ursus arctos arctos) está siendo objeto de un proyecto de reintroducción en los Pirineos financiado por fondos Life. Aunque el proyecto implica a dos países que comparten fronteras en esta cordillera, el impulsor y gestor del proyecto es el Estado francés.

## Antecedentes históricos del oso pardo en los Pirineos

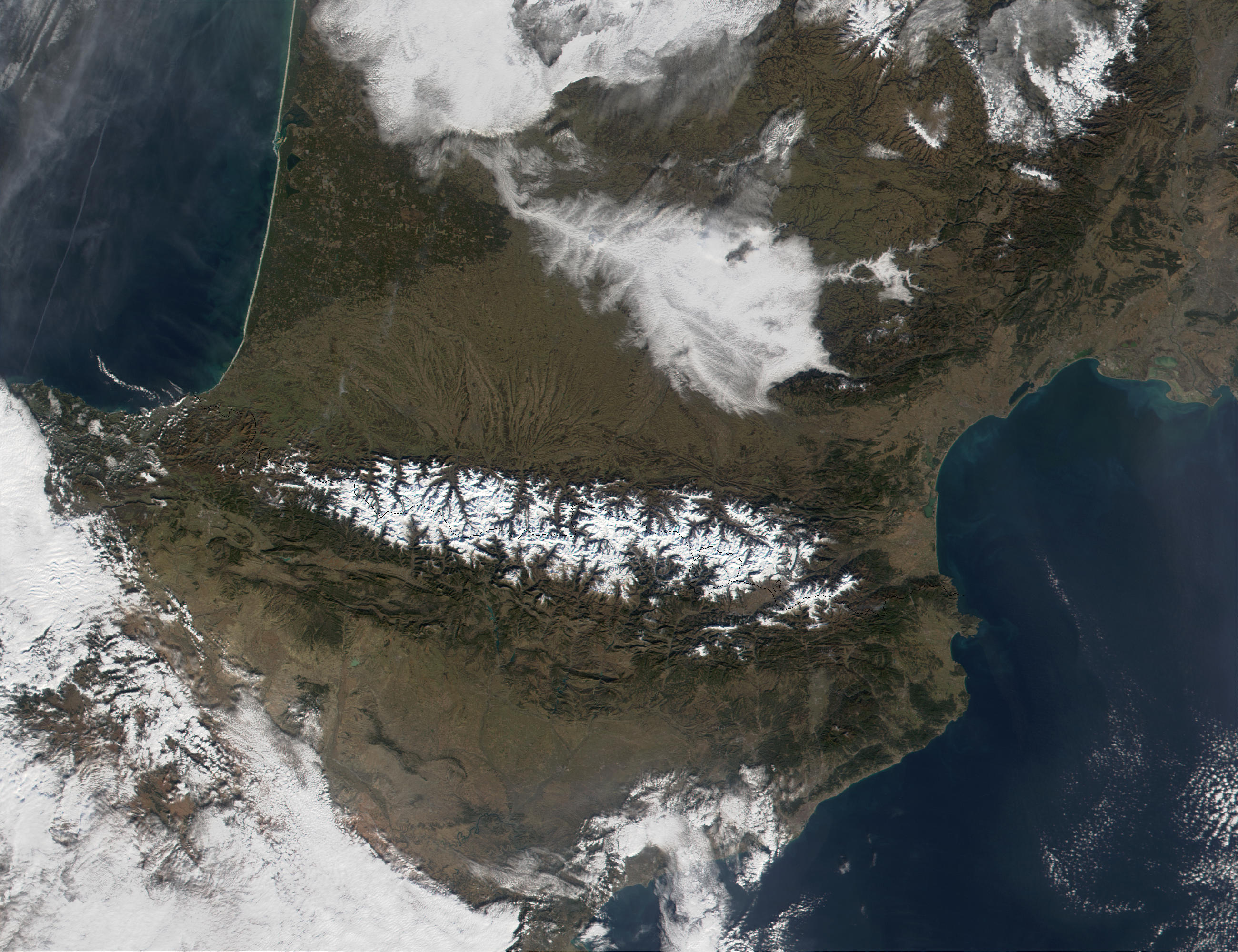
Vista del Pirineo en una imagen de satélite.

Ya desde 1960 había dos núcleos diferenciados. Eran núcleos relictos estrechándose cada vez más. En el Pirineo occidental, el oso se vuelve ocasional en Bigorre y desaparece en el departamento de Hautes-Pyrénées. En los Pirineos Centrales y Orientales, el oso desaparece del noroeste de Andorra y de los macizos más aislados de la cadena. Se vuelve ocasional en Ariège y en una gran parte del Alto Garona. Solo Luchonnais, Benasque, el valle de Arán y algunos macizos de Ariete (Couserans por ejemplo) son frecuentados regularmente por algún oso.
78 osos fueron víctimas de la caza furtiva o del veneno entre 1903 y 1953. En este último año se calcula la existencia de unos 70 osos en toda la cordillera (más de la mitad de la población es por tanto exterminada).
- 13 osos de 1903 a 1906
- 15 de 1908 a 1913
- 26 de 1910 a 1929
- 6 en 1936
- 12 de 1944 a 1947
- 6 de 1951 a 1953

De 24 a 25 osos se mataron desde 1976 a 1995: 8-9 en Béarn y Zuberoa, 5 en Aragón y Navarra y 11 en los Pirineos centrales y orientales (sobre el período 1975-1982). La muerte de dos osas reproductoras sobre el macizo de Sesques (Béarn), en 1982 y 1983, tuvo el mayor impacto demográfico sobre la población de oso de Pirineo occidental. 
Más recientemente, 2 osas con crías han muerto en "accidentes de caza", una en 1996 y otra en 2004: la osa Mellba en el Alto Garona y la osa Cannella en Béarn respectivamente. 

### Cronología
A partir de datos de "Crónica de un exterminio", de David Nieto Maceín.
- 1879: Se mata el último oso de Benasque.
- 1935: Viven aún en el Pirineo unos 200 osos, desde Irati al Canigó, incluyendo el prepirineo. Todavía hay familias que viven de su caza.
- 1937: habría entre 150 y 200 osos adultos en Pyrénées.
- 1940: Se prohíbe la caza del oso en Francia.
- 1948: Se mata el último oso de los valles de Noguera de Cardós y Ferrera, en Cataluña.
- 1951: Se autoriza la caza del oso en Francia otra vez. Continúa la matanza.
- 1952: Se prohíbe la caza del oso en España por cinco años. Comienza el furtivismo. La masacre continúa e incluso se utilizan venenos y se usan oseznos en los circos.
- 1954: Ya sólo quedan unos 50 osos en el Pirineo occidental y unos 20 en el oriental.
- 1957: Termina la veda del oso en España. En 8 años se cazarán legalmente 28 osos y muchos más furtivamente.
- 1958: Se prohíbe la caza del oso en Francia otra vez, pero la Federación de Caza allí demuestra con una batida que aún quedan muchos y consiguen levantar la prohibición.
- 1962: Se prohíbe la caza del oso en Francia una vez más, aunque dan algunos permisos.
- 1965: Se mata, ilegalmente, el último oso del Pirineo Central en Francia. El asesino alegó defensa personal, quedó libre sin cargos y la carne fue vendida.
- 1967: Se prohíbe la caza del oso en España definitivamente. Se crea el Parque Nacional de los Pirineos (en el Bearn) a pesar de la protesta de los cazadores.
- 1969: Se autoriza legalmente una batida en Francia, pero no encuentran ya ni un solo oso. Será la última batida autorizada. Aunque todavía hay al menos un pastor que mata a un oso en Francia.
- 1970: había aproximadamente 25-30 en Pyrénées Occidentales (entre Francia y España) y 6-9 osos en Pyrénées Centrales. Un oso es matado furtivamente en el Pirineo español, y el cura del pueblo, que conserva el cráneo, no debe revelar la identidad del cazador.
- 1971: Aún se captura un osezno en Aspe, en el Pirineo, que viviría enjaulado hasta 1991.
- 1981: Se mata el último oso (que se sepa) de Aragón, en lo más inaccesible ya de la Selva de Oza, en una batida de jabalí dos “cazadores” guipuzcoanos abaten una osa. Era una de las últimas osas reproductoras. Iba con los cazadores el guarda, que se niega a hablar. Un oso joven ataca al ganado más de lo normal y un pastor dispara sobre él pero se desconoce si murió.
- Entre 1982 y 1984: había 13-14 adultos en los Pirineos occidentales y 4 adultos en los Pirineos centrales, es decir una veintena de osos sobre el conjunto de la cadena.
- 10 de enero de 1982: en el curso de una batida de jabalís, una osa adulta “suitée” y su osezno del año son matados en el pequeño valle de Bitet en la rivera izquierda del Valle de Ossau (Municipio de Laruns). Esta noticia se divulgó rápidamente, dando lugar a una polémica muy viva.
- Octubre de 1983: muere una hembra adulta reproductora en el Valle de Aspe y es encontrada el mismo mes a 950 m de altura (¿caída accidental?).
- Finales de 1984: muere un osezno del año en el Valle de Aspe y es encontrado muerto en agosto de 1986 (¿muerte natural?).
- 1987: muere un oso de sexo indeterminado en Bearn y sus restos óseos son descubiertos al pie de un corredor en agosto de 1989.
- 1988: Muere un oso en el Pirineo central de forma furtiva. El núcleo central-oriental no subsiste más que bajo la forma de uno o dos individuos aislados y muy difíciles de localizar (desaparición definitiva en 1991 que es el último año que se hallan las huellas del último oso de los Pirineos Centrales en Lérida). El núcleo occidental se estrecha por el oeste: el País Vasco, Barétous (en Francia) y Navarra se hacen zonas de presencia ocasional. El oso está presente de modo permanente sólo en los valles de Aspe y de Ossau (en Francia) y en Aragón.
- 1989: “pamploneses de pro” había entre los “cazadores” de Garde que mataron un oso.
- 1989-90: Se mata en batida al jabalí, el último oso de Era Entecada y un pastor mata un oso en Navarra.
- 1990: no hay más que 10 osos sobre el conjunto de los Pirineos: 9 en los occidentales y 1 en los centrales.
- 1991: se ven en Lérida por última vez huellas de oso desaparece por tanto en este año el núcleo de los Pirineos Centrales.
- 1993: entre 7 y 8 osos subsisten entre Verán, Barétous, Navarra y Aragón. Lagaffe-Pestoune desaparece este año, casi con seguridad fue asesinada aunque nunca se encontró su cuerpo.
- 1994: Un pastor mata un oso; el guarda lo sabe y se niega a hablar. Este mismo año se mata un oso en Ansó y otro en Hecho. Este mismo año se mata a la hembra Claude en la rivera izquierda del alto Valle de Aspe en el municipio de Borcedurante el transcurso de una batida de jabalís. No se sabe hasta 1997 que se encuentra el cuerpo.
- 1995: tan solo hay 5 osos pardos en todo los Pirineos (1 osezno nació, pero 1 adulto es reencontrado muerto).

## Oseznos nacidos en el Pirineo de 1968 a 2007

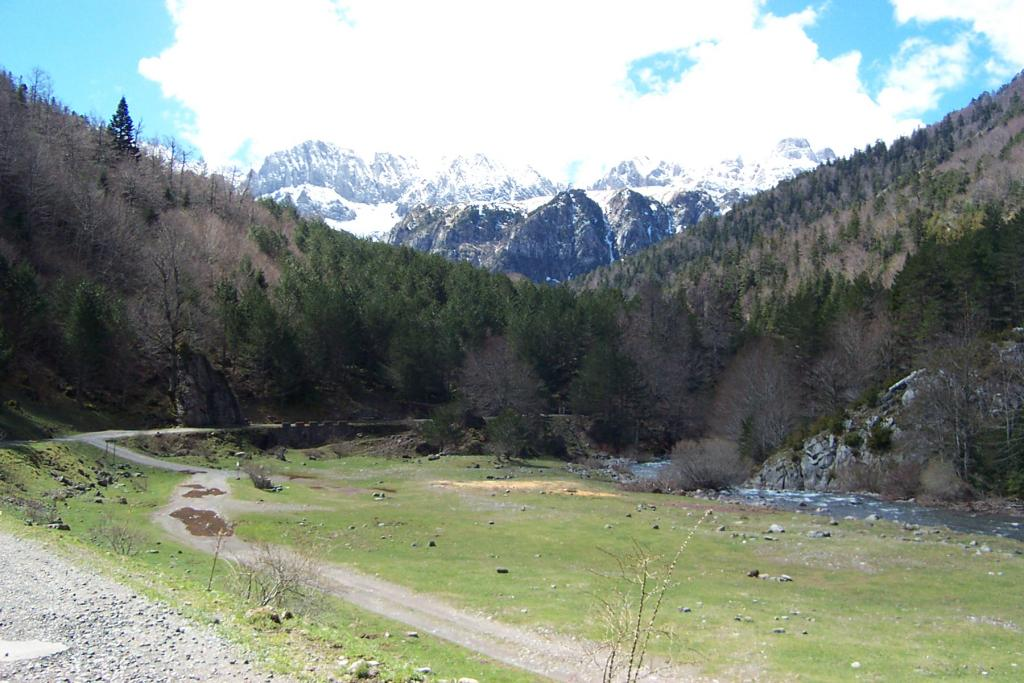
Selva de Oza.

### Oseznos nacidos en el Pirineo occidental
- 1968-1972: 5 camadas => 8 oseznos (2 en 1968, 1 en 1969, 2 en 1970, 1 en 1971, 2 en 1972)
- 1973-1976: 6-7 camadas => 9-10 oseznos (2 en 1973, 2 en 1974, 2 en 1975, 3 o 4 en 1976)
- 1977-1980: 4-6 camadas => 4-6 oseznos (0 en 1977, 1 en 1978, 1 o 2 en 1979, 2 o 3 en 1980)
- 1981-1984: 3-4 camadas => 3-5 oseznos (0 en 1981, 1 o 2 en 1982, 0 o 1 en 1983, 2 en 1984).

En total, entre 25 a 29 oseznos que nacieron en 18-22 camadas en la zona occidental del Pirineo en 16 años. 
- 1985-1988: 0 camada => 0 osezno
- 1989-1992: 1 camada => 1 osezno en 1989 (otra es posible en 1991).
- 1993-1996: 1 camada => 1 osezno en 1995
- 1997-2000: 2 camadas => 2 oseznos (1 en 1998, 1 en 2000)
- 2001-2007: 1 camada => 1 osezno (1 en 2004)

Con lo que habrían nacido 5 oseznos en 22 años.
Según localizaciones, de 18 a 21 osos nacieron en los macizos entre Aspe y Ossau y 7 u 8 al oeste del valle de Aspe (sobre este sector, el último nacimiento data de 1983). 
- Alta Zuberoa: ningún nacimiento desde el 1968.
- Navarra: la última camada data de 1978.
- Barétous - Issaux: 1 solo nacimiento desde el 1968: en 1974.
- Oeste de Aspe: 6-7 oseznos del 1968 al 1983 (año del último nacimiento).
- Macizo de Sesques: 18-21 oseznos del 1968 al 1984. Luego 1 osezno en 1989, 1 en 1995, 1 en 1998, 1 en 2000 y 1 en 2004.
- Soussoueou - Arrens - Cauterets: ningún nacimiento desde 1968.

### Oseznos nacidos en el Pirineo central y oriental
En los Pirineos Centrales, (Parde 1984) indica 17 camadas del 1970 al 1983 con el nacimiento de entre 17 a 19 oseznos.
Luchonnais: una decena de oseznos del 1970 al 1984. 
Alta Cataluña - Val d' Aran: 3-4 oseznos del 1970 al 1983. 
Orilla sur de Alto-Ariège: 2 oseznos nacidos entre 1970 y 1983 en Aston. 
Capcir - Pirineos-Orientales: 2-3 oseznos nacidos del 1970 al 1983 (última cita en 1980).
A partir de la reintroducción de 3 osos en 1996 y 1997 y 2006 10 camadas han sido registradas.
- En 1997: 2 camadas, Ziva-Pyros-Oso esloveno (Kouki y Nere) y Melba-Pyros-Oso esloveno (Medved, Kouki y Caramelles)
- En 2000: 1 camada, Ziva-Pyros (una osezna y un osezno)
- En 2001: 1 camada, Caramelles-Pyros (1-3 oseznos, uno muere a causa de una caída)
- En 2002: 1 camada, Ziva-Pyros (pare dos oseznos)
- En 2003: 1 camada, Caramelles-Pyros (2 oseznos vistos en mayo del 2004)
- En 2004: 1 camada, se encuentra un osezno muerto.
- En 2005: 1 camada, se observa una osa con una cría de segundo año en el verano de 2006 en Maladetta, Aragón.
- En 2006: 1 camada, el 20 de septiembre en el municipio catalán de Alt Aneu se observa a una osa con su cría del año, más concretamente en el Valle de Montgarri en Prats de Clavera.[5]
- En 2007: 1 camada, Hvala pare dos oseznos; Pollen y Bambou.

## Genética
Se eligió para la reintroducción osos de la subespecie de oso pardo (ursus arctos arctos) u oso pardo europeo. Concretamente se eligieron osos del refugio balcánico establecido en la Glaciación de Würm perteneciente a su vez a la línea genética occidental. Preferentemente habría sido mejor extraer los animales de la cordillera Cantábrica pero ante su bajo número se consideró inviable. La población del sur de Escandinavia quedó descartada por el mismo motivo así como por su leve diferencia genética, por provenir de un hábitat totalmente distinto y porque recientemente ha entrado en contacto con la población oriental de la zona norte.
Finalmente se optó por Eslovenia como país de origen por semejanzas del hábitat y facilidad de extracción de individuos ya que cuenta con una población de osos en alza, no como otras poblaciones del refugio balcánico como puede ser la que habita en los Abruzzos en un reducto de los Apeninos en Italia. En esta zona se ha logrado identificar genéticamente a 56 osos que aunque no corresponden con la población total (unos 80) si que dan muestra de su escaso número. Además los animales a reintroducir se extraen del cupo de osos destinado por Eslovenia a la caza por lo que se les “indulta” por así decirlo.
Por tanto se eligió la población occidental y más concretamente Eslovenia, tanto por su similitud de hábitats como por su cercanía genética que aunque no es total es la única opción viable.

## Reintroducción de 1996/97
En 1996 se llevó a cabo una reintroducción experimental de osos en el Pirineo ya que de no hacerse se extinguiría en la Cordillera Pirenaica este emblemático animal. Pero en lugar de reintroducir los osos en la última población de osos (formada entonces supuestamente por cuatro osos y una osa) el Gobierno Francés decidió reintroducirlos al lado contrario del Pirineo cerca del Valle de Arán. En 1996 reintrodujo a las osas Melba y Ziva habiéndose ya apareado en Eslovenia. En 1997 a Pyros el que sería el macho progenitor de casi todos los osos existente ahora excepto los que son crías de otro oso esloveno que se apareó a su vez con Melba y Ziva.

## Población osera
La primera reintroducción se llevó a cabo en dos años consecutivos 1996/97
|         | Nacido en | kg  | Año de reintroducción | Municipio de liberación |
| ♀ Ziva: | 1990      | 104 | 1996                  | Melles                  |

- En 1997 pare a Kouki y Nere
- En 2000 pare una osezna y un osezno
- En 2002 pare dos oseznos
- En 2004 posible camada (se observa una osa con una cría de segundo año en el verano de 2006 en Maladeta, Aragón)

♂ Kouki
- Nacido en 1997
- Ziva-Pyros
- Territorio común con Boutxy aunque no es ni de la misma camada ni progenitor se les puede observar juntos.
- No se tienen noticias de él desde hace años.

♂ Nere
- Nacido en 1997
- Ziva-Padre esloveno distinto de Pyros, con él se demuestra la paternidad compartida (óvulos fecundados por varios padres) en la especie.
- Capturado el 10 de abril de 1998 cuando se intentaba equipar a Ziva con un transmisor
- Se desplazó por su cuenta hasta la otra punta del Pirineo (Béarn) a la población autóctona de osos
- Desplazo al macho dominante y tuvo una cría con Cannelle en 2004

♀ Oso del 2000
- Nacido en 2000
- Ziva-Pyros
- En dispersión

¿♀/♂? Dos osos del 2002
- Nacidos en 2002
- Ziva-Pyros
- Sin datos

¿♀/♂? Posible camada del 2004
- Nacidos en 2004
- Ziva-Pyros
- Sin datos

♀ Osa del 2000
- Nacida en 2000
- Ziva-Pyros
- Posible camada en 2004 (se encuentra un osezno del año muerto)

¿♀/♂? Posible camada del 2006
- Nacid@/s en 2006
- Hembra nacida en el 2000¿?-¿?
- El 20 de septiembre en el municipio catalán de Alt Aneu se observa a una osa con su cría del año, más concretamente en el Valle de Montgarri en Prats de Clavera. Se desconoce su sexo y si es cría de Caramelles o la osa nacida en 2000.

|          | Nacido en | kg | Año de reintroducción | Lugar de liberación |
| ♀ Melba: | 1991      | 98 | 1996                  | Melles              |

- En 1997 pare a Medved, Boutxy y Caramelles
- El 27 de septiembre de 1997 la mata un cazador

♂ Medved
- Nacido en 1997
- Melba-Oso esloveno diferente a Pyros (se demuestra así la multipaternidad por primera vez en Ursus arctos arctos)
- Muerto por debilidad ente el 2 y el 11 de julio de 1997

♂ Boutxy
- Nacido en 1997
- Melba-Pyros
- Dispersado y asentado en la zona de los Pirineos Orientales y Andorra
- Se solía ver con Kouki con el que compartía territorio hasta que desapareció
- Se le localizo mediante análisis genético en 2006.[6]

♀ Caramelles
- Nacida en 1997
- Melba-Pyros
- En 2001 tiene dos un osezno que es encontrado muerto a causa de una caída. (con Pyros) por medio de la genética se sabe que tuvo dos oseznas pero no se sabe si en 2001 o 2003.
- En 2003 tiene dos osezn@s (con Pyros) vistos en mayo de 2004.

¿♀/♂? Posible camada del 2006
- Nacid@/s en 2006
- Hembra nacida en el 2000¿?-¿?
- El 20 de septiembre en el municipio catalán de Alt Aneu se observa a una osa con su cría del año, más concretamente en el Valle de Montgarri en Prats de Clavera. Se desconoce su sexo y si es cría de Caramelles o la osa nacida en 2000.

|           | Nacido en | kg  | Año de reintroducción | Municipio de liberación |
| ♂ Pyros : | 1988      | 235 | 1997                  | Melles                  |

## Reintroducción de 2006
El Gobierno Francés tras las presiones recibidas por ganaderos apicultores cazadores y demás sectores implicados decidió detener la reintroducción de 1996/97 y hasta el 2006 no reanudó las reintroducciones de más osos. El factor determinante para la reintroducción de, en esta ocasión, cuatro hembras y un macho provenientes también en esta ocasión de Eslovenia, fue el asesinato de la última hembra de la población autóctona a cargo de un cazador en el transcurso de una batida de jabalís cuando ya se había avisado de la presencia de la osa con su cría en la zona. La cría quedó huérfana pero consiguió sobrevivir.

### Ejemplares liberados en 2006
Pauloma
- Género: Hembra
- Nacimiento: invierno 2004
- Peso: 83 kg
- Lugar de captura: Jelen
- Método de captura: Fusil con dardo hipodérmico
- Fecha de captura: 24 de abril de 2006
- Lugar de liberación: Se preveía en Arbas pero finalmente se liberó en el Municipio de Burgalays por los incidentes causados por los anti-osos.
- Murió a causa de una caída accidental el 23 o 24 de agosto siendo encontrada el 25 del mismo mes en el Alto Valle de Louron (Municipio de Loudenvielle)

Franska
- Género: Hembra
- Edad: primero se indicó que tenía 6 años luego se supo que tenía 17
- Peso:120 kg
- Lugar de captura: Medved
- Método de captura: Lazo tipo Aldrich
- Fecha de la captura: noche del 26 al 27 de abril de 2006
- Lugar de la liberación: Bagnères de Bigorre
- Después de su primera hibernación se trasladó a una zona intermedia entre la población “autóctona” y la reintroducida.
- En julio 07 fue perseguida enconadamente por los ganaderos, se vio obligada a bajar acercándose peligrosamente a una carretera.
- Murió atropellada por dos vehículos el 9 de agosto de 2007 en la RN21 (entre Lourdes y Argelès-Gazost) y se descubrió que también había sido tiroteada poco antes[7]

Hvala
- Género: Hembra
- Fecha nacimiento: invierno 2001.
- Peso: 100 kg
- Lugar de captura: Jelen
- Método de captura: Fusil con dardos hipodérmicos
- Fecha de captura:15 de mayo de 2006
- Lugar de la liberación: Municipio de Arbas
- Fecha de liberación: 17 de mayo de 2006
- Da a luz a dos osezn@s en el invierno 2006/2007 (lo más probable es que fuese fecundada en Eslovenia); nombre de los oseznos: Polem y Bambou.
- Asentada con sus oseznos en el municipio de Melles, Saint Lary y Sentein
- El 23 oct 2008 tiene un encuentro con un cazador durante una batida al jabalí en el Portet, Valle de Arán. Acosada y acorralada por perros y batidores, agrede ligeramente a un cazador, lo que provoca un gran revuelo y una enconada y desproporcionada persecución (6).

Balou
- Género: Macho
- Fecha nacimiento: invierno 2001.
- Peso: 88 kg
- Lugar de captura: Jelen
- Método de captura: Fusil con jeringuilla hipodérmica
- Fecha de captura: noche del 31 de mayo al 1 de junio de 2006
- Lugar de la liberación: Municipio de Arbas, 2 de junio de 2006
- Asentado en el municipio de Alt Aneu
- Disparado (herido) en la pata delantera dcha durante una batida al jabalí en Prades, Ariège, el 7 sept 2008

Sarousse
- Género: Hembra
- Edad: 7 años
- Peso: 112 kg
- Lugar de captura: Jelen
- Método de captura: Fusil con dardo hipodérmico
- Fecha de captura: 20 de agosto de 2006
- Lugar de la liberación: Municipio de Arbas 2006
- Asentada en el oeste del Valle de Aran desde 2010.
- Muere el 29/noviembre/2020 disparada en una batida al jabalí en el Valle de Barjadí, Huesca.

Nuevo genotipo
A partir de una muestra de 2004 se detectó un genotipo de un macho no detectado hasta el momento se desconoce su filiación.

## Población autóctona
Papillon

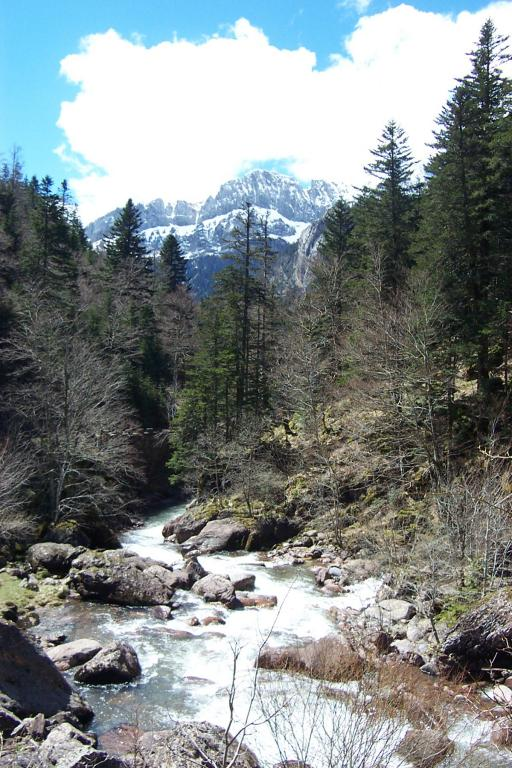
Selva de Oza.

Macho dominante de la población autóctona rastreado desde 1980 hasta su muerte a los 29 años. En 2002 desplazó su territorio al suroeste por la irrupción de Nere en su territorio.
Más tarde fue desplazado totalmente por el nuevo macho dominante proveniente de la población introducida desde Eslovenia al valle de Luz-Saint-Sauveur (Cheze). Allí se estableció definitivamente y fue capturado para equiparlo con un radiotransmisor. A las pocas semanas, el 25 de julio, apareció muerto por vejez y una infección. Aunque no provocaron su muerte, en un costado albergaba 50 perdigones.
Claude
Hembra muerta en una cacería de jabalís en 1994 en el valle de Aspe, en el perímetro de uno de los antiguas "Reserva a Lalonde" (Reservas de caza¿?) abandonadas el año anterior. Aunque la noticia no trascendió hasta 1997 cuando fueron detenidos ya que los cazadores ocultaron el cadáver de la osa. Su antiguo territorio se situaba al oeste del valle de Aspe y según los expertos era la hembra que se apareaba con Camille. (En otros escritos es probable que aparezca con el nombre de Dominique) 
Juliette
Era la hembra con la que se apareaba Papillon. Murió despeñada en un barranco alrededor de 1980 (había tenido dos oseznos)
Pestoune
Nació en 1989 y en 1991 provocó grandes problemas al atacar a multitud de ovejas. En 1992 intentaron atraparla para colocarle un transmisor y tenerla controlada. Pero de alguna forma cuando cayó en el lazo logró escapar. Camarra fue el último que la vio en 1993 y desde entonces no se la ha localizado. Seguramente fue asesinada ya que después de ese año el profesor Taberlet tampoco consiguió encontrar su genotipo. En otros sitios se la denomina Lagaffe o gaffe, y provocó una gran cantidad de ataques, (tuvo una conducta anómala) lo que pudo provocar su asesinato.
Chocolat
Macho adulto. Sería un macho de pelaje oscuro de más de 90kg. Y podría haberse trasladado a Bigorre aunque desde 2000 no se tiene la certeza de que este vivo. Es probable que con él se confirmara que hubo un nacimiento en 1991 ya que no es probable que se diera una camada de 3 oseznos en el 89 ni que hubiera nacido en 1984. O sino se puede especular con la existencia de otra hembra de origen pirenaico.
Camille
Macho viejo de unos 24 años de edad de pelaje claro y unos 200 kg que nació probablemente en la camada que se produjo en 1984.
En 2001, este macho se trasladó a Navarra y Huesca y no cometió daños en Béarn.
El departamento de Medio Ambiente del Gobierno de Navarra obtuvo mediante la colocación de cámaras automáticas accionadas por infrarrojos dos nuevas fotografías de Camille en una de sus incursiones en el Pirineo roncales y en septiembre-octubre del 2003 en Isaba por las que se averiguo que media 1,75m de alto y 200kg de peso. Otra fotografía de 1999 sirvió para confirmar su presencia. En abril de 2008 se realizaron por vez primera varios avistamientos por humanos de este oso mediante los cuales se pudo observar que la sarna que se le detectó hace año y medio se había extendido y dada su edad se suponía que no duraría con vida más de dos años.  En 2010 se certificó su desaparición por la falta de muestras de su presencia
Cannelle
Hembra adulta que casi seguro nació el año 1989 y casi con toda seguridad era hermana de Lagaffe-Pestoune. Madre de todos los oseznos nacidos desde 1995 (fecha del nacimiento de su primera cría conocida; Pyren). 
Su antiguo compañero era Papillon pero fue desplazado por Neré fruto del cual fue Mohican. Si hubiera nacido en 1989 tendría 15 años dato que se ubica en la horquilla de las estimaciones de su edad; entre 15-16 años. Esencialmente frecuentan el macizo de Sesques, entre los altos valles de Aspe y de Ossau. Asesinada en una batida de jabalí dejando a su cría huérfana el uno de noviembre en la rivera derecha del Alto Valle de Aspe en el municipio de Urdos.
Pyren
Primera cría conocida de Cannelle macho joven hijo de Papillon y Cannelle nacido en 1995. Dejó a su madre en la primavera de 1997 y tras unos años siendo localizado en el verano del 2000 no fue reparado en la zona en la que lo era habitualmente pudiendo haberse trasladado a Bigorre o haber muerto.
Cría de 1998 (El oso denominado Aspe-oest probablemente)
Se detectó su presencia en julio de 1998 gracias a dos fotografías y una observación visual, así como de numerosos rastros e indicios. Su sexo es desconocido, no ha sido reparado categóricamente en 2001. De ser Aspe-oest sería un oso de talla media. Es identificado mediante las impresiones de las patas, (superiores a las de Cannelle) regularmente se sitúa al oeste por el torrente pirenaico de Aspe y en la zona fronteriza. También podría tratarse de Pyren o Chocolat aunque es improbable.
El 29 de agosto de 2005 fue grabado a las 19:00 en el Parque Nacional de Ordesa en el Municipio de Tella-Sin en el Puerto de Revilla enterrando una carroña a mucha distancia de su zona habitual. Por la genética se identificó que era un oso autóctono y por las huellas se concretó que sería Aspe-Oest. También se le vio en Sallent de Gállego (Aragón) el 20 de junio de 2005 a las 8:30 y el 23 a las 6:00 y encontraron rastros suyos en el pequeño valle de Saugue (Municipio de Gedre) el 14 de septiembre de 2005. Su genotipo (S1-Pyr4) fue identificado en el Bearn en el 2000 en Borce y en el 2004 en Laruns.
Osezno del 2001
Fue encontrado el 27 de mayo de 2001 en la rivera derecha del Alto Valle de Ossau (municipio de Laruns) Su muerte pudo producirse antes o después de la hibernación de 2000/2001 debida a su debilidad.
Mohican
Fue fotografiado con Cannelle en dos ocasiones y grabado en vídeo otra. Su última localización fue el 14 de mayo de 2005 en una zona situada a 7km en línea recta separada por un monte de 2100m de la zona ocupada por Cannelle y él cuando fue asesinada.

## Estimación de la población
La población central y oriental proveniente de las reintroducciones contaría con unos 18 ejemplares y la occidental con tan solo 4 ejemplares machos ya que una hembra reintroducida cerca del núcleo murió atropellada y a Nere emigrado desde el Valle de Aran.
La horquilla más probable se situaría entre 18-27 osos en el conjunto de la Cordillera Pirenaica en 2006.
A finales de 2016 se constataron 31 ejemplares en los Pirineos orientales: 5 machos adultos y 10 hembras adultas con sus crías
A finales del 2019 y a la espera del informe de seguimiento, se estima del orden de 50 ejemplares en toda la cordillera. Estimando entre 2/3 machos y 2 hembras para el núcleo occidental,  el más amenazado.

## Final de Pyros. Introducción de Goiat
Pyros,  el gran patriarca de los plantígrados pirenaicos, es visto por última vez en abril del 2017. Dos años más tarde al no constatarse su presencia es declarado oficialmente muerto. Con 29 años (80 humanos) y tras dejar 55 descendientes, de los cuales 30 son hijos directos, Pyros es sin duda el gran artífice de la recuperación de la especie. Sin embargo su herencia implica un importante problema de consanguinidad de la población. Futuros problemas genéticos y de fertilidad debían ser resueltos. Las líneas genéticas masculinas libres de Pyros son Neré, su hijo Canelito y Cachou (recientemente capturado en Arán para ubicarle un localizador GPS). Las líneas femeninas, provienen en su mayoría de tres linajes distintos Melba, Ziva y Hvala por lo que era conveniente aportar sangre genéticamente diferente en el núcleo central. Ante la ausencia de Pyros y a pesar de constatarse los desplazamientos de Neré y Canelito desde la zona occidental en el periodo de celo y ante la juventud de Cachou, los hijos de Pyros como Pepite o Rodri eran claramente llamados a liderar la zona. Es por eso que la Generalitat de Catalunya da el primer paso (no sin contestación del sector ganadero) y captura a Goiat en la reserva de Jelen en Eslovenia para introducir un macho dominante en el Pallars Sobirá.
En 2016 es liberado. Desde entonces este macho que en aquel entonces pesaba 205 kg ha dejado tras de sí una larga estela de incidentes por su reiterado comportamiento depredador. En la actualidad Goiat ha desatado la ira de ganaderos franceses, catalanes y aragoneses y puesto en duda lo idóneo de la solución adoptada. La Generalitat incluso se ha planteado su extracción. Mientras tanto se han autorizado medidas disuasorias para evitar su comportamiento anormalmente depredador. Goiat no solo ha atacado ovejas y cabras (animales presentes en la dieta histórica en Pirineos) sino ganado vacuno y equino adulto, hecho del todo excepcional. Ante la reincidencia, las administraciones catalanas y francesas han permitido disparos para asustarlo, uso de petardos, munición de goma de cara a reeducar a Goiat y evitar mayor confrontación que pudiera desembocar en su extracción con el consiguiente perjuicio al proyecto para la conservación de la especie. Goiat fue capturado para sustituir las baterías del localizador GPS. Este localizador ha servido para constatar la enorme capacidad de desplazamiento de los grandes machos. En 2019 Goiat se desplazó hasta el Pallars Jussà a comarcas prepirenaicas donde hacía décadas que la especie había desaparecido,  atravesó el río Noguera Ribagorzana y por tierras altoaragonesas ha ido alternando entre las zonas del Isábena (donde pudo coincidir con Sarousse), Plan, zonas de Posets-Maladeta y los territorios entre Saint Lary Soulan, Bagneres de Luchon y Portilhon.

## Reintroducción del 2018
El 6 de octubre del 2018 tras numerosos años de espera, y cuando el núcleo occidental de la especie  agonizaba, el gobierno galo en cumplimiento de las sanciones impuestas por los tribunales europeos por el abandono de la especie en la zona introduce dos osas eslovenas como primera parte de un ambicioso proyecto que pregona la reintroducción en la zona de al menos 8 hembras y 1 macho en posteriores sueltas. La suelta encuentra la férrea oposición de parte de la población local, especialmente ganaderos y cazadores, hecho que provoca incidentes y obliga a los agentes de la Onfcs a realizar la suelta de las osas por helicóptero.
La osa Sorita es liberada en la cara norte del Midi d'Ossau. La osa Claverina es así mismo liberada cerca de Les Forges d'Abel.
El invierno de 2018 y tras numerosos kilómetros de reconocimiento ambas osas realizan su primera hibernación. Sorita cerca de Laruns. Claverina en Ansó  (Huesca). Se barajaba la posibilidad de que ambas osas hubieran venido preñadas para agilizar la población de Navarra,Jacetania, Bearn y Bigorre que había quedado reducida a Neré y a Rodri, este último desplazado desde Arán. Mientras Canelito, el último oso con linaje pirenaico se ha asentado entre ambos núcleos deambula entre Cauterets y Saint Lary Soulan. En primavera la noticia se confirma. Sorita ha alumbrado dos cachorros,  el primer nacimiento en 15 años en Pirineos occidentales. Claverina quizá pudo no desarrollar la gestación con éxito por la pobre alimentación prehibernación y sale de la osera sola y con hambre pues pronto protagoniza ataques en la zona alta del navarro valle del Roncal y en Larrau. Estos ataques unidos al nacimiento de los oseznos provoca más indignación si cabe en el sector de población opuesto a las sueltas. Gracias a que ambas osas están perpetradas de localizadores satélite la información fluye cada 24h, siendo muy importante para estudiar las querencias y calidades del hábitat  y prevenir o identificar ataques a ganado.
El proyecto sufre un duro golpe cuando al poco tiempo, tras sucesivos frentes fríos que aportan generosas nevadas primaverales se constata que Sorita que se había desplazado hacia Cauterets con los dos esbardos, comienza a retroceder rápidamente hacia Laruns incluso rodeando por territorio oscense, el satélite ubica a Sorita atravesando cotas demasiado altas, nevadas y de forma rápida. Todo apunta que va en solitario. Saltan las alarmas y los guardas investigan. Se confirma, ambos oseznos mueren atacados por un macho en las inmediaciones de Estaing, presumiblemente Rodri. El macho busca que la osa así vuelva de nuevo a entrar en celo. Es observada cerca de allí sola y seguida de un macho.
En el período de celo Claverina cruza Aguas Tuertas y baja a Borce donde está Neré. Sorita del mismo modo está en Laruns atravesando casi a diario la divisoria entre el Aspe y el Ossau. Los tres osos están muy próximos durante todo el verano del 2019, alternando los hayedos bearneses con los pastizales oscenses. Presumiblemente ambas osas están preñadas. El otoño será clave y peligroso, pues las tardías heladas han diezmado hayucos y bellotas y los numerosos jabalíes serán dura competencia, se prevé que aumente el ataque al ovino extensivo que pastorea sin guarda permanente.

## El conflicto ganadero
Merece capítulo aparte reflejar la situación social de la población de ambas vertientes pirenaicas respecto al proyecto de reintroducción del oso pardo. El conflicto entre el sector rural ganadero y la especie se originó desde el primer momento, enquistándose en posiciones inamovibles en determinados sectores más radicales.
La ganadería extensiva ha modelado los puertos pirenaicos ("estives" en Francia) durante siglos. Hacha, fuego y ganado transformaron las partes altas de muchas zonas. Hayas, abetos y pinos negros perdieron terreno en favor de los pastizales alpinos y sub alpinos. El intensivo uso ininterrumpido durante siglos modeló nuevos ecosistemas. Desde la edad media, debido al interés económico de la lana, el ovino fue el ganado más extendido en ambas vertientes. Más tarde la lana se devaluó pero corderos, leche y queso han seguido aunque ciertamente dando una rentabilidad cada vez más escasa.
Inevitablemente durante siglos los depredadores ponían en jaque los grandes rebaños que subían a los puertos tradicionales en el período estival. Miles de cabezas de ganado llevaban su séquito de pastores, mulos ("machos" en aragonés), perros pastores, mastines y perros montaña de vigilancia para minimizar los riesgos y las bajas. Antaño los lobos fueron los principales enemigos de los rebaños si bien la persecución humana fue tan enconada que se logró que sobre 1940 la especie prácticamente fuera extinguida. Los osos pirenaicos no rehuían una comida fácil y aunque de naturaleza omnívora no desdeñaban las ovejas si estas estaban solas sin vigilancia humana o canina. Esta situación era cotidiana en años malos de bellotas y hayucos, pues los osos antes y después de la invernada necesitaban fortalecer o restablecer su reserva grasa. Siempre hubo ataques, cuando el lobo desapareció de los valles el oso, siempre menos abundante que el cánido, fue quien asumió la carga de rabia pastoril además de la prestigiosa caza que suponía el trofeo de abatir un oso. Ganaderos y cazadores (muchas veces unidos en la misma persona) diezmaron la especie, en años recientes incluso ilegal y furtivamente.
Uno de los principales argumentos de los detractores del proyecto es aquel que defiende lo mucho que costó acabar con el oso. Se niega cualquier tipo de valor ecológico y/o medioambiental al plantígrado, argumentando que el oso no trae ningún beneficio a nadie y negando la posibilidad de la cohabitación de oso y ganadería extensiva. 
Convendría señalar que la ganadería extensiva actual se ha acomodado a unas circunstancias que no eran reales. Los ganaderos del Pirineo en su conjunto se habían deshabituado en el 90% del territorio a convivir con una especie que nunca llegó a desaparecer pero que quedó reducida a la mínima expresión. Se pierden los tiempos de manejo y vigilancia profesional, en parte por tener una vida menos sacrificada que generaciones anteriores, se deshabitúa el modelo de apriscos, bordas y parideras y los rebaños en su mayoría están libres y sin vigilancia constante. La presencia de perros de guardia como el mastín del Pirineo o el montaña del Pirineo ("patous") se hace irrelevante. Así mismo no son pocos los ganaderos que compaginan este trabajo con otros para subsistir o lograr una mejor calidad de vida lo cual disminuye la profesionalización y el tiempo de dedicación al ovino. 
Esta actividad llevada a cabo en estos términos es por completo incompatible con el aumento de la especie. Más osos y ganado suelto libre de vigilancia es un cocktail explosivo que ha supuesto un enconado conflicto a pesar de las medidas que la administración de los distintos estados ha puesto en forma de ayudas, subvenciones, mejoras de infraestructuras, indemnizaciones, suministro de pastores eléctricos e incluso de mastines. 
La opción real para cohabitar exige un compromiso mayor de dedicación y profesionalidad por parte de un sector hastiado y machacado por los bajos precios y rentabilidad del negocio ganadero. La ecuación es sencilla si hay que invertir más tiempo o dinero en la ganadería extensiva ésta apenas generaría rentabilidad y el oso es un factor más para desequilibrar un sector que vive momentos de mercado complicados. Esto ha convertido al oso en el muñeco de trapo al que atizar y acusar del declive definitivo de las explotaciones ganaderas pirenaicas. Si bien el oso en su conjunto causa numerosas bajas y trastornos al ganadero no es menos cierto que 40 osos no pueden ser culpados de todos los males de un sector ganadero anclado a ideas demasiado fijas y tradicionales y poco receptivo a cambios y normas. La despoblación rural y la falta de otros medios de subsistencia no ayudan en este conflicto.
La administración en ambos lados del Pirineo ha sido siempre un tanto ambigua con la especie y su protección temerosa de las reacciones de los nativos. La actuación de ambos estados ha ido dando bandazos entre los apoyos a una especie amenazada de extinción y protegida y el apoyo al sector rural ganadero pirenaico, navegando entre dos aguas y corrientes difíciles de contentar. Los más radicales de ambas mugas acusan a los estados español y particularmente al francés de ignorar la opinión mayoritaria de la población local autóctona contraria a la reintroducción. Esta opinión no es real y sólo los pequeños municipios cabecera de valles son mayoritariamente opuestos, siendo ampliamente favorables núcleos pirenaicos de población media como Jaca, Pau, Olorón,... si bien es justo añadir que esos pequeños municipios son los que soportan el peso total de la reintroducción. Francia realizó encuestas en las comunas afectadas por el proyecto y la posición mayoritaria de la población era favorable al oso.
El enconamiento del conflicto ha visto sus puntos álgidos en el verano del 2019. Teniendo especial incidencia en el Ariege y Hautes Pyrenees en Francia y en la comarca oscense del Sobrarbe en España.
En Francia la suelta de Sorita y Claverina vino precedida de cortes de carreteras, amenazas a activistas pro oso y a funcionarios electos,  teniendo que ser liberadas ambas osas en lugares secretos y aislados por vía aérea. El estado francés advirtió que cualquier daño al oso sería severamente castigado y si un ejemplar muriera por causa humana sería restituido por uno nuevo. Las recomendaciones de los agentes gubernamentales franceses de la ONFCS son mayoritariamente desoídas en zonas muy conflictivas como el Ariege. Los ganaderos se niegan a agrupar sus rebaños, desoyendo evitar las "estives" más frecuentemente usadas por los úrsidos. No toman medidas excepcionales de protección y se niegan a cambiar sus tradicionales manejos ganaderos no compatibles con la actividad osera. La situación degeneró tras una serie de ataques con grandes bajas de ovino y los ataques de Goiat a vacuno y equino. Se amenazó y se agredió a agentes de la ONFCS. Posteriormente se quemó un coche de la patrulla ONFCS que peritaba las ovejas atacadas. Carteles amenazantes y vídeos de encapuchados emulando grupos terroristas pastoriles han sido el detonante para que los agentes franceses se nieguen a trabajar en valles del Ariege. Alcaldes, negocios y activistas favorables a la reintroducción han sido también amenazados por los radicales que poco a poco ante la actitud pusilánime de la república van empoderándose de la situación sin una oposición lo suficientemente firme. Ante ellos las asociaciones conservacionistas siguen defendiendo la cohabitación y la continuación del proyecto amenazando al estado galo con volver a ser demandado en Bruselas como la vez anterior y que supuso la reanudación de las sueltas. Actualmente Francia ha paralizado las sueltas e incluso ha autorizado a pesar de los recelos de los técnicos, al uso de medidas disuasorias contra osos "problemáticos" tales como disparos al aire o de munición de goma, petardos, etc... estas medidas no han dejado contentos a nadie, solicitando los conservacionistas retomar las sueltas y los ganaderos radicales la eliminación de la especie bajo el pretexto de ser osos eslovenos no autóctonos.
Este último detalle fuertemente esgrimido por los detractores no es sino la delatora realidad que ellos mismos consumaron: la eliminación del oso autóctono que fue tocado de muerte al abatir a Cannelle (la última osa autóctona) por "error" en una batida de jabalí. Por entonces Francia ya había acometido las primeras sueltas de ejemplares provenientes de Eslovenia. Estos ejemplares comparten la misma línea genética que los pirenaicos y los cantábricos y aunque estos últimos eran los más afines, su delicado estatus poblacional hacían inviable su uso. Las condiciones de hábitat esloveno, clima, paisaje, alimentación, todo era similar, y de hecho se demostró el éxito con el rápido aumento de población y camadas, los osos se adaptaron a un hábitat similar. Simplemente recordar que hace 400 años las poblaciones de osos europeas eran continuas y no existían poblaciones "isla" como actualmente que favorecen la sub especificación artificial. Un oso esloveno es exactamente igual que un oso pirenaico, ni son más grandes ni más carnívoros. Muchas veces se obvia intencionadamente los daños que algunos de los últimos ejemplares autóctonos causaban, como Camille en la zona roncalesa y ansotana con más de 400 partes de daños en sus espaldas, para repetir el mantra del terrible oso carnicero esloveno.
En Aragón la opinión generalizada en las cabeceras de los valles pirenaicos era reacia o escéptica a nuevas sueltas. Es por ello que cuando se produjeron las liberaciones de Sorita y Claverina, el entramado ganadero rural comenzó a movilizarse. La situación no era tan tensa como en Francia y debemos recordar que zonas como los valles occidentales o el Turbón llevaban manteniendo presencia del oso desde largos años en el caso de la zona Ribagorzana e históricamente siempre presente en las zonas fronterizas de Jacetania y Bearn. 
No obstante el saber que siendo osas era ya posible la persistencia de la especie los ganaderos veían truncados sus objetivos de un monte libre de predadores. Recordemos que la casi desaparición del oso en la zona era debida a causa de la persecución directa de la especie. Habiendo sido muchos ejemplares tiroteados furtivamente o confundidos "accidentalmente" en cacerías de jabalí. La noticia de que Claverina eligiera la zona oscense para hibernar y la consecuente filopatría a la zona ansotana, más aun estando Neré en ese territorio, daban esperanzas de reproducción y por consecuencia quebraderos de cabeza a los ganaderos deshabituados a sus labores de guardia y custodia del ovino. Una serie de ataques en la vecina Navarra hizo detonar el enfado rural. La situación calmada por el parón invernal se agravó la primavera de 2019 con sendos ataques de Neré en Aragón y Claverina en la muga navarra. Cuando los ecos se diluían entró Goiat también en territorio aragonés, primero en la Ribagorza y posteriormente y con asiduidad en la zona de Plan en el Sobrarbe. Ataques a terneros, colmenas, quejas y protestas desembocaron en una reunión en el valle de Plan de las entidades ganaderas con el consejero de medio ambiente de Aragón, el señor Olona. La actitud exaltada de algunos ganaderos emulando a sus vecinos franceses contra la pasividad administrativa aragonesa desencadenó al final de la reunión en desagradables incidentes, amenazas al consejero, insultos y rotura de las lunas del vehículo oficial. Tras estos actos, la violencia física se atenuó pero las tensiones entre ganaderos y activistas o profesionales medioambientales son reales. Así mismo la administración aragonesa no quiere hacerse partícipe de la reintroducción de la especie y acata a regañadientes que la especie sea un animal salvaje amenazado de extinción y protegido por las directivas europeas, nacionales y autonómicas. No se adhieren al Life, ni colaboran con Francia ni Cataluña a las que acusan de crear un problema en Aragón con sus medidas unilaterales. Aragón toma pues parte opuesta a la reintroducción arriesgándose a ser demandada y sancionada como sucedió con Francia.
La situación en los valles pirenaicos navarros y leridanos, con especial incidencia en la zona aranesa es también complicada, si bien en esta última zona la población no era tan reacia, debido sobre todo al motor económico del turismo de montaña y nieve, la presencia constante en el valle de numerosos individuos ha ido provocando así mismo el aumento de incidentes con ganaderos. Es por ello que existe unanimidad en los ganaderos pirenaicos de ambas vertientes de la imposibilidad de la cohabitación de la ganadería extensiva y el oso. Exigiendo no solo la paralización de nuevas sueltas sino la extracción de los individuos existentes, especialmente aquellos más nocivos con los rebaños.

## 2020, mafia, muerte y esperanza para la especie
El año 2020 pasará a la historia en Pirineos por el cúmulo de tristes y condenables sucesos acaecidos contra la especie. En uno de los episodios más trágicos (si no el que más) se sucedieron numerosos episodios delictivos que atentaron directamente contra la posibilidad de supervivencia del propio oso pardo en los Pirineos. Tres ejemplares murieron abatidos por acción directa humana: Cachou, Gribouille (identidad aún no confirmada) y Sarousse.
Los dos primeros, ambos machos jóvenes, fueron intencionadamente muertos, en un claro intento de parte de los opositores en posicionarse en modos claramente mafiosos y constitutivos de gravísimos delitos contra una especie protegida y amenazada de extinción. Sarousse, cuya muerte sigue siendo investigada y judicializada, fue abatida por un cazador oscense que alegó defensa propia.
Cachou
El 9 de abril fue hallado muerto en Les, (Arán, Lleida). Tras varios días viendo que el emisor de su collar no delataba ningún movimiento miembros de los agentes rurales del valle de Arán se desplazaron a la ubicación, comprobando que el joven macho se hallaba muerto. La primera versión del fallecimiento, sostenida por el propio Conselh del valle, fue muerte accidental por pelea contra otro macho. La extraña rapidez del dictamen así como una serie de fotos del cadáver ocasionaron gran controversia entre los propios técnicos y profesionales del proyecto, así como en asociaciones conservacionistas como Ipcena, WWF, etc. que denunciaron que el ejemplar mostraba la característica "sonrisa sardónica" propia de una muerte por envenenamiento. El conflicto estaba servido, denuncias, necropsia largamente silenciada y, finalmente,  como hecho excepcional, secreto de la causa e investigación judicial. Tras muchos meses de silencio finalmente salió a la luz que Cachou fue envenenado. Seis personas han sido investigadas e imputadas, dos de ellas fueron especialmente señaladas y revelaron la asociación mafiosa delincuente que se hallaba detrás. Un miembro del equipo de seguimiento y un alto cargo político del valle presuntamente son los culpables de envenenar premeditadamente al animal. Tras ellos parece ser que existe una red delincuencial de ganaderos, cazadores y políticos no sólo de Lérida sino con ramificaciones a la vecina Francia y a Huesca. A día de hoy continúa la investigación y la sospecha y sombras sobre el propio proyecto de reintroducción en Catalunya que se ve seriamente salpicado por la implicación de ambos actores. Debemos recordar que Cachou era de especial importancia para la supervivencia de la especie por su preciada genética libre de consanguinidad del linaje Pyros. 
Gribouille
Aunque todavía no se ha confirmado la identidad genética del joven oso abatido en Ariege, los datos parecen apuntar al macho subadulto Gribouille, cuya genotipación fue más dificultosa y no está del todo cerrada. El 9 de junio fue hallado tiroteado por agentes franceses de la OFB el ejemplar cerca de los pastos de altura de Ustou. Zona especialmente conflictiva tanto por las bajas de ovino causadas por osos como por la rebeldía y obcecación antioso de los habitantes del Couserans. Se abrió una investigación y la propia ministra de Transición ecológica francesa se posicionó en contra de los actos de furtivismo deliberados contra la especie y el proyecto. En toda Francia el suceso provocó una ola de indignación y rechazo, confirmando el posicionamiento mayoritario de los ciudadanos de la república a favor del oso y su supervivencia y atrayendo connotaciones muy negativas hacia el turismo y productos ganaderos del Ariege. La ONG Sea Shepherd llegó a ofrecer más de 10.000 euros de recompensa a quien ofreciera información para encontrar a los culpables. Los sucesos en torno a Cachou añadidos a este nuevo acto delictivo provocaron honda indignación en un enorme sector de opinión, hecho que no fue ignorado por Bruselas, que veía peligrar numerosas actuaciones llevadas a favor de la población de osos más amenazada de la Unión europea. Las investigaciones se centran en los activistas locales antioso que en numerosas ocasiones habían lanzado amenazas a la especie y a trabajadores y entidades pro oso. La gendarmería sólo ha encontrado hasta ahora el silencio cómplice y mafioso de un sector de la población autóctona que a modo Omertá se niega a aceptar las leyes y prerrogativas de Francia y la UE.
Sarousse
La gota que colma el vaso de la paciencia de asociaciones conservacionistas, técnicos y trabajadores del proyecto, así como de numerosos sectores de opinión de la población es la muerte, supuestamente accidental de la vieja osa Sarousse en el Turbón aragonés, el 29 de noviembre. 
Una batida de jabalíes organizada en plena pandemia del covid con la excusa de la sobrepoblación del suido en la zona termina con Sarousse abatida por un cazador aterrorizado al verse enfrente de la huida de la osa de las rehalas y escopetas.
Todas las circunstancias que rodean el evento produjeron enorme desazón y enfado en los sectores prooso. Era incomprensible que en la grave situación pandémica los cazadores se vieran favorecidos con la excusa facilitada por la administración aragonesa de control de población de jabalí por los daños en cultivos. Cabe recordar que la zona del Turbón dispone de miles de hectáreas con jabalíes, escaso terreno agrícola y solo una osa en la zona. La elección del lugar de la batida, ubicación, idoneidad, burocracia y señalización además de su infame resultado están bajo investigación. Según la versión del cazador, tuvo que defenderse por miedo a ser atacado al verse frente a Sarousse que se le alzó amenazante. Tres disparos acabaron con la única osa presente exclusivamente en territorio aragonés. Todos los hechos acaecidos se hallan bajo secreto de investigación y el cazador permanece imputado. La ministra de Transición ecológica española, Teresa Rivera, lamentó profundamente el hecho que vino a coincidir el mismo día con la muerte de otra osa del delicado núcleo oriental cantábrico así mismo abatida por error en una nueva batida de jabalí.
Los hechos pusieron en controversia y delataron la dejadez de la administración del consejero aragonés Olona, altamente criticado por todos los sectores implicados. Evidenciando la poca o nula implicación en el proyecto del gobierno aragonés que ni siquiera ha elaborado en tantos años un plan de recuperación y conservación de la especie.
Una vez más se pone de manifiesto la peligrosa gestión cinegética a la hora de organizar cacerías de jabalíes en zonas con presencia de oso. Urge un plan regulador de las actividades cinegéticas en zonas de presencia regular u ocasional de plantígrados. En el recuerdo queda la muerte de la última osa autóctona, Cannelle, abatida también en un lance ilegal de caza en noviembre de 2004.
La pérdida de tres ejemplares por causa directa humana supone la obligación por parte de las administraciones responsables de cumplir el protocolo del plan de restauración de la especie y los life requeridos, debiendo ser repuestos los ejemplares caídos tal y como la Unión Europea ya ha exigido a Francia y España debido a la delicada situación del oso pardo en los Pirineos. Debido a la lentitud y poca motivación exhibida por ambos estados, asociaciones conservacionistas de ambas vertientes pirenaicas han amenazado a sus respectivas administraciones con denuncias si no se cumplen las restituciones. Las asociaciones conservacionistas francesas, de hecho, incluso se plantean ser ellas las que realizaran las sueltas bajo cobertura legal caso de que la situación se estancara en el tiempo.

## Población actual, 2020
Tras el informe del equipo de seguimiento en la actualidad, tras los 55 ejemplares detectados en 2019, deberíamos añadir las 6 camadas detectadas en primavera de 2020. Todas ellas fueron detectadas en la zona central, entre Arán, Alto Garona, Pallars Sobirá y Ariege. Hubo dos camadas de 3, dos de 2 y dos de 1. Cuatro de las camadas nacieron en zona francesa, una en Arán y otra en Pallars. La cifra base tras perder los 3 adultos sería un total máximo aproximado de 64 ejemplares, cifra récord pero supeditada a las bajas seguras que el invierno dejará.
Como notas muy importantes para la población habría que destacar dos aspectos importantes.
El primero el gran área de distribución de la especie, gracias a movimientos de machos como Goiat y osos subadultos que buscan nuevos territorios. Se comprobó como Goiat recorrió grandes distancias en piedemontes prepirenaicos de Huesca y Lleida. También es muy importante la observación de una hembra con dos cachorros de segundo año en Pineta, lo que muestra el avance imparable de la especie por los mejores hábitats de ambos parques nacionales fronterizos de España y Francia (Ordesa y Monte Perdido y Les Pyrénées). Así mismo es muy importante el gran movimiento registrado durante el celo en la zona occidental donde Sorita seguro interrelacionó con Rodri, Neré, Canelito y un nuevo macho subadulto no identificado. Claverina estuvo más distanciada de la zona más activa bearnesa al encontrarse mucho tiempo en la vertiente navarroaragonesa y es bastante menos probable que hubiera cópula. No obstante las perspectivas del núcleo occidental parecen positivas.
Por último recordar que ambas osas dejaron de emitir su geo posicionamiento al decidirse no reponer sus respectivas baterías. Goiat también perdió su emisor en la Ribagorza oscense. Así que todos los osos anteriormente monitorizados están libres o muertos, como el caso de Cachou.
El segundo aspecto y con enorme relevancia es la confirmación de que en la camada de la zona aranesa se ha confirmado la paternidad de Neré, aportando una importante y necesaria genética para la favorable evolución de la salud del grupo. La madre parece ser Arán, osa descendiente de Hvala, así que ambos cachorros son ahora mismo un tesoro genético a preservar y cuidar.